# Cestrum subpulverulentum
Cestrum subpulverulentum là loài thực vật có hoa trong họ Cà. Loài này được Mart. mô tả khoa học đầu tiên năm 1838.